# 박진열
박진열(朴振悅, 1942년 2월 18일 ~ )은 대한민국의 바둑 기사이다.

## 약력
한국아마바둑선수권대회 경남대표로 출전하여, 3위에 입상한 이후 18번의 도전 끝에 1975년에 프로에 입단하였다. 1997년 7단을 거쳐 2004년 8단으로 승단했다. 2005년 제5기 잭필드배 프로시니어기전 본선에 진출했다. 2012년 3월에 9단으로 승단하였다. 경상남도 창원시(購 마산시, 창원 마산 지역)에서 경남 창원시 및 지역 바둑보급 활성화로 발전하고 있다.